# 아나지로
아나지로는 인천광역시 계양구 효성동 아나지삼거리에서 경기도 부천시 삼정동 삼정고가교삼거리까지 연결하는 도로이다.

## 특징
이 도로는 원래 경인산업도로이자 6번 국도와 77번 국도의 일부이다. 본래 가정삼거리가 시점이었으나, 가정삼거리 ~ 아나지삼거리 구간이 봉오대로에 편입되면서 총연장이 단축되었다.

## 구간
효성흑룡아파트 - 효서로입구 - 새풀로교차로 - 새말사거리 - 효성사거리 - JC공원 - 나들목사거리 - 작전고가앞교차로 - 메뜰사거리 - 까치말로입구 - 작전교 - 서운중학교 - 서운산업단지입구 - 천상교 - 삼정고가교삼거리

## 주요 건물 및 시설
- 효성2동 주민센터 (계양구 아나지로 162)
- 효성뉴서울5차아파트 (계양구 아나지로 199)
- 우림카이저팰리스 (계양구 아나지로 332)
- 농협하나로클럽 인천점 (계양구 아나지로 341)
- 서운중학교 (계양구 아나지로 467)
- 서운고등학교 (계양구 아나지로 481)
- 계양종합사회복지관 (계양구 아나지로 517)